# Rollbots
A Rollbots 2009-ben indult kanadai televíziós 2D-s számítógépes animációs sorozat, amelynek alkotója az MCM.

## Ismertető
A sorozat Flip Cityben játszódik, ahol tizenegy különböző RollBot törzs él. A műsor követi Spint és a Flip City Police Department (FCPD) tagjait a bűnözés elleni küzdelemben.

## Szereplők
| Szereplő | Eredeti hang  |
| -------- | ------------- |
| Spin     | Sam Vincent   |
| Macro    | Colin Murdock |